# Jönköpings Södra IF
Jönköpings Södra Idrottsförening (Jönköpings Södra IF) – szwedzki klub piłkarski z siedzibą w mieście Jönköping. Obecnie gra w rozgrywkach Ettan. Swoje mecze rozgrywa na stadionie Stadsparksvallen, o pojemności 5 200 miejsc. Ich obiekty treningowe w pobliskim Odensbergu.

## Sukcesy
- Allsvenskan:
  - wicemistrzostwo (1): 1949/1950
- Superettan:
  - mistrzostwo (1): 2015

## Skład na sezon 2018
| Nr | Poz. | Piłkarz                |
| -- | ---- | ---------------------- |
| 1  | BR   | Frank Pettersson       |
| 2  | OB   | Marcus Johansson       |
| 3  | OB   | Tom Siwe               |
| 4  | OB   | Max Watson             |
| 5  | PO   | Fredric Fendrich       |
| 6  | PO   | Fredrik Olsson         |
| 7  | OB   | Erik Moberg            |
| 8  | OB   | Joakim Karlsson        |
| 9  | NA   | Tommy Thelin (kapitan) |
| 10 | NA   | Jakob Orlov            |
| 11 | NA   | Árni Vilhjálmsson      |
| 12 | PO   | Jesper Svensson        |
| 13 | BR   | Carljohan Eriksson     |

| Nr | Poz. | Piłkarz          |
| -- | ---- | ---------------- |
| 14 | PO   | Axel Lindahl     |
| 17 | PO   | Daryl Smylie     |
| 19 | OB   | Alexander Jallow |
| 20 | OB   | Anton Liljenbäck |
| 21 | PO   | Anton Andreasson |
| 22 | PO   | Sebastian Crona  |
| 23 | BR   | Anton Cajtoft    |
| 24 | PO   | Amir Al-Ammari   |
| 25 | PO   | Peter Gwargis    |
| 26 | NA   | Markus Tegebäck  |
| 27 | OB   | Lukas Eek        |
| 29 | PO   | Benjamin Tannus  |
| 30 | NA   | Ahmad Gero       |